# Jake Heyward
Jake Heyward (* 26. April 1999 in Lisvane) ist ein walisischer Leichtathlet, der sich auf den Mittelstreckenlauf spezialisiert hat. 2022 feierte er mit dem Gewinn der Silbermedaille im 1500-Meter-Lauf bei den Europameisterschaften in München seinen größten sportlichen Erfolg.

## Leben
Jake Heyward wurde in der Kleinstadt Lisvane, am Rande von Cardiff geboren, wo er anschließend aufgewachsen ist. Als High-School-Schüler begann er mit der Leichtathletik und wechselte anschließend zum Cardiff Athletics Club. Er erwarb einen Abschluss von der Cardiff University. Heute wird er unter Anleitung von Mark Rowland beim Oregon Track Club in Eugene, in den Vereinigten Staaten, trainiert.

## Sportliche Laufbahn
Heyward betritt im Jahr 2013 seinen ersten Wettkampf auf internationaler Ebene. Ein Jahr später siegte er bei den walisischen U20-Meisterschaften und erreichte auch bei der Meisterschaft der Erwachsenen eine vordere Platzierung über 1500 Meter. Auch 2015 konnte er mehrere nationalen Juniorentitel gewinnen. 2016 wurde er zum ersten Mal walisischer Meister. Im Laufe der Saison steigerte er seine Bestzeit auf 3:46,50 min und trat im Sommer bei den U18-Europameisterschaften in Tiflis an. Dort konnte er sich im Finale gegen die Konkurrenz durchsetzen und den EM-Titel gewinnen. 2017 belegte er im Frühjahr im U20-Rennen bei den Crosslauf-Europameisterschaften in der Slowakei den 30. Platz. Später siegte er im 1500-Meter-Lauf bei den britischen U20-Meisterschaften. Im Juli startete er über die gleiche Distanz bei den U20-Europameisterschaften in Grosseto und konnte dort, nach der Goldmedaille ein Jahr zuvor, ein weiteres Mal den EM-Titel erringen. 2018 trat er erneut im U20-Rennen bei den Crosslauf-Europameisterschaften an. Diesmal verpasste er als Vierter knapp eine Medaille. Später steigerte er seine 1500-Meter-Bestzeit auf 3:39,84 min. Im Sommer trat er bei den U20-Weltmeisterschaften in Tampere an. Dort verpasste er als Vierter erneut knapp eine Medaille. 2019 gewann Heyward die Silbermedaille bei den britischen U23-Meisterschaften. Im Sommer startete er bei den U23-Europameisterschaften in Gävle, kam im Finale allerdings nicht über Platz 11 hinaus. Dann folgte der Umzug in die Vereinigten Staaten. Anschließend bremsten ihn in den folgenden Jahren anhaltende Probleme an der Achillesferse aus. 
Anfang des Jahres 2021 stieg er wieder ins Training ein. Ende Mai verbesserte er mit einer Zeit von 3:33,99 min den zuvor seit 31 Jahren existierenden walisischen Rekord über 1500 Meter. Durch den dritten Platz, den er bei den britischen Meisterschaften belegen konnte, wurde er für die Olympischen Sommerspiele in Tokio vom nationalen Komitee berücksichtigt. Zunächst zog er als Sieger seines Vorlaufes in das Halbfinale ein. Darin stellte er in 3,32,82 min eine neue Bestzeit auf und konnte er in das Olympiafinale einziehen. Dieses beendete er schließlich als Neunter. 2022 startete Heyward in Birmingham bei den Commonwealth Games. Er zog in das Finale ein, in dem er mit neuer Bestzeit von 3:31,08 min den fünften Platz belegte. Kurz darauf nahm er an den Europameisterschaften in München teil. Auch dort erreichte er das Finale und feierte mit dem Gewinn der Silbermedaille hinter dem Norweger Jakob Ingebrigtsen den bislang größten Erfolg seiner sportlichen Karriere.

## Wichtige Wettbewerbe
| Jahr                               | Veranstaltung                      | Ort                                | Platz                              | Disziplin                          | Zeit                               |
| Startet für Vereinigtes Königreich | Startet für Vereinigtes Königreich | Startet für Vereinigtes Königreich | Startet für Vereinigtes Königreich | Startet für Vereinigtes Königreich | Startet für Vereinigtes Königreich |
| ---------------------------------- | ---------------------------------- | ---------------------------------- | ---------------------------------- | ---------------------------------- | ---------------------------------- |
| 2016                               | U18-Europameisterschaften          | Tiflis                             | 1.                                 | 1500 m                             | 4:00,64 min                        |
| 2017                               | Crosslauf-Europameisterschaften    | Šamorín                            | 30.                                | U20-Rennen                         | 19:23 min                          |
| 2017                               | U20-Europameisterschaften          | Grosseto                           | 1.                                 | 1500 m                             | 3:56,73 min                        |
| 2018                               | Crosslauf-Europameisterschaften    | Tilburg                            | 4.                                 | U20-Rennen                         | 18:16 min                          |
| 2018                               | U20-Weltmeisterschaften            | Tampere                            | 4.                                 | 1500 m                             | 3:43,76 min                        |
| 2019                               | U23-Europameisterschaften          | Gävle                              | 11.                                | 1500 m                             | 3:52,98 min                        |
| 2021                               | Olympische Sommerspiele            | Tokio                              | 9.                                 | 1500 m                             | 3:34,43 min                        |
| 2022                               | Commonwealth Games                 | Birmingham                         | 5.                                 | 1500 m                             | 3:31,08 min                        |
| 2022                               | Europameisterschaften              | München                            | 2.                                 | 1500 m                             | 3:34,44 min                        |

## Persönliche Bestleistungen
Freiluft
- 800 m: 1:46,47 min, 4. Juli 2021, Stockholm
- 1000 m: 2:18,55 min, 17. Juli 2020, Finn Rock
- 1500 m: 3:31,08 min, 6. August 2022, Birmingham, (walisischer Rekord)
- 1 Meile: 3:51,99 min, 28. Mai 2022, Eugene

Halle
- 800 m: 1:57,16 min, 24. Januar 2015, Cardiff
- 1500 m: 3:42,84 min, 16. Februar 2019, Birmingham